# Lajos Bárdos
Lajos Bárdos (ur. 1 października 1899 w Budapeszcie, zm. 19 listopada 1986 tamże) – węgierski kompozytor, dyrygent chóralny i muzykolog.

## Życiorys
W latach 1920–1925 studiował w konserwatorium w Budapeszcie u Alberta Siklósa, Zoltána Kodálya i Artúra Harmata. Od 1925 do 1929 roku pracował jako nauczyciel muzyki i dyrygent chóru w szkole średniej. W latach 1928–1967 był profesorem konserwatorium w Budapeszcie, wprowadził w tym okresie do programu nauczania historię muzyki kościelnej, teorię muzyki i prozodię oraz kształcenie dyrygentów chóralnych. Dyrygował chórami Cecília Kórus (1926–1941), Palestrina Kórus (1929–1933), Budapest Kórus (1941–1947) oraz chórem kościoła św. Macieja w Budapeszcie (1942–1962). W latach 1931–1950 był redaktorem czasopisma „Magyar Kórus”.
Swoją działalnością przyczynił się do podniesienia węgierskiej muzyki chóralnej na poziom międzynarodowy, był orędownikiem tworzenia chórów na prowincji. Otrzymał nagrodę im. Ferenca Erkela (1953) i nagrodę im. Kossutha (1955) oraz tytuł Zasłużonego Artysty Węgierskiej Republiki Ludowej (1954). Był autorem prac na temat chorału gregoriańskiego, a także studiów na temat twórczości Liszta (1968 i 1976), Bartóka (1970 i 1971), Strawinskiego (1971) i Kodálya (1972). Komponował utwory wokalne i kameralne, dokonywał też aranżacji pieśni ludowych.